# John Blatnik
John Anton Blatnik, ameriški politik slovenskega rodu, * 17. avgust 1911, Chisholm, Minnesota, † 17. december 1991, Forest Heights, Maryland.

## Življenje in delo
Rodil se je v slovenski rudarski družini v železarskem okolišu v Minnesoti. Leta 1935 je diplomiral iz kemije in bil 1941 izvoljen v senat države Minnesote. Ob vstopu Združenih držav Amerike v 2. svetovno vojno se je javil kot prostovoljec k vojnemu letalstvu in bil izbran za člana vojaških misij v zavezniških enotah. Julija 1944 je kot letalski kapetan s padalom pristal blizu Plitvičkih jezer. Nekaj mesecev je bil v Glavnem štabu hrvaških partizanov, kjer je skrbel za usodo nad našim ozemljen sestreljenih ameriških pilotov. Dne 8. januarja 1945 se je pridružil  Glavnemu štabu Narodnoosvobodilne vojske in partizanskih odredov Slovenije v Beli krajini. S slovenskimi partizani je bil vse do osvoboditve Trsta, nato je po nekaj tedenskem okrevanju v Caserti posredoval med ameriškim vojaškim poveljstvom in poveljstvom narodnoosvobodilnih sil. Po vrnitvi v ZDA je kot član naprednih organizacij sodeloval pri zbiranju pomoči za novo Jugoslavijo. Leta 1946 je bil kot demokratski zastopnik v 8. okrožju Minnesote izvoljen v ameriški kongres; vanj je bil nato izvoljen še štirinajstkrat. V kongresnem komiteju za javna dela je vodil podkomite za nadzor nad gradnjami avtocest in podkomite za reke in pristanišča. Na njegov predlog je bil sprejet zakon o zaščiti rek in jezer. Po vojni je kot član uradnih delegacij in zasebno pogosto obiskoval domovino staršev, se večkrat srečal z Josipom Brozom in Edvardom Kardeljem ter drugimi pomembnimi politiki. Veliko je prispeval k boljši obveščenosti ameriške javnosti o dogajanju v Jugoslaviji med narodnoosvobodilno borbo in po vojni.
Leta 1996 je posmrtno  prejel Zlati častni znak svobode Republike Slovenije »za zasluge v dobro slovenskemu narodu med drugo svetovno vojno in po njej ter ob osamosvajanju in za krepitev prijateljstva med ZDA in Republiko Slovenijo.«